# Hors (Vayots Dzor)
Hors (en arménien Հորս) est une communauté rurale du marz de Vayots Dzor, en Arménie. Elle compte 303 habitants en 2008.